# 語錄調查員
語錄調查員（Quote Investigator）是針對語錄的来源进行核查的网站。该网站由前约翰霍普金斯大学计算机学家格雷戈里·F·沙利文 (Gregory F. Sullivan) 于 2010 年创办，目前格雷戈里以加森·奧圖爾 (Garson O'Toole) 的笔名管理此網站。
奧圖爾讓網友透過電子郵件的方式提出語錄追查請求 ，再由奧圖爾從眾多請求中選擇追查的語錄，並找出此語錄的真實來源 2017 年 4 月，奥图尔在《海明威才沒有這麼說：名言真正的作者，佳句背後的真相》一书中发表了他许多語錄調查的结果，並將語錄的錯誤型態分類，例如遭到修改、來源錯誤、語錄被歸類於更有名的人士等。  

## 來源
1. ↑  Seales, Rebecca. . BBC News. 2017-11-13  [2018-08-26] （英国英语）.
2. ↑  Garson O'Toole. . ISBN 9789863596776.
3. ↑  Chokshi, Niraj. . The New York Times. 2017-04-26  [2018-08-26] （英语）.
4. ↑  Cheadle, Harry. . Vice. 2017-04-03  [2018-08-26] （美国英语）.